# Erdung
Als Erdung bezeichnet man die Ableitung elektrischer Ströme in die Erde. Sie kann entweder absichtlich oder zufällig, sowohl natürlich als auch technisch erfolgen. In der Natur kommt dies häufig vor, etwa bei Blitzeinschlägen. In der Elektrotechnik wird das Prinzip der Erdung genutzt, um unerwünscht auftretende Ströme zu neutralisieren. Diese können wiederum aus Blitzeinschlägen, aber auch aus Kurzschlüssen in elektrischen Anlagen oder statischer Aufladung stammen. In der Elektrotechnik bezeichnet Erdung die Gesamtheit aller Mittel und Maßnahmen zum Erden. Die Erdung dient dabei dem Herstellen einer beabsichtigten oder zufälligen elektrischen Verbindung zwischen einem gegebenen Punkt in einem Netz, in einer Anlage oder in einem Betriebsmittel und der örtlichen Erde (IEV 1 95-01 -08), das heißt, zur Ableitung von elektrischen Strömen in den Erdboden bzw. das Erdreich. Für die Erdung gibt es in der Elektrotechnik unterschiedliche Erdungskonzepte. Die Erdung von elektrischen Netzen kann je nach Erdungskonzept unterschiedlich angewendet werden. Da Erdung und Potentialausgleich eines Gebäudes in der Regel miteinander verbunden werden, wird häufig (ungenau) auch dann von Erdung gesprochen, wenn eigentlich Potentialausgleich oder Blitzschutzanlage gemeint sind.

Erdsymbol nach IEC 60417

Piktogramm „vor Benutzung erden“ nach DIN EN ISO 7010

## Geschichte
Erste Erkenntnisse über die Wirkung der Erdung bei Blitzen erlangte bereits Benjamin Franklin im Jahr 1750. Zu Beginn des 19. Jahrhunderts wurden zahlreiche Versuche über die Leitung von elektrischem Strom innerhalb des Erdbodens und durch Seen und Flüsse erfolgreich durchgeführt. Weitere Versuche u. a. von Michael Faraday und weiterer Wissenschaftler führten letztendlich dazu, dass man bei hohen Gebäuden im Laufe der Jahre Blitzableiter anbrachte, um damit die bei Blitzen entstehenden Ströme über entsprechend dimensionierte Leitungen mittels Erder sicher ins Erdreich abzuleiten. Bei den gegen Ende des 19. Jahrhunderts aufkommenden elektrischen Installationen in den Privathaushalten wurde auf die Nutzung der Erdung weitestgehend verzichtet. Diese Regelung galt in Deutschland noch bis in das Jahr 1973 in bestimmten Räumen, die isolierende Fußböden hatten. Die Nutzung der Erdung als elektrotechnische Schutzmaßnahme erfolgte erstmals um das Jahr 1900. In anderen Bereichen der Elektrotechnik, z. B. bei Fernsprechstellen, wurde die Erdung der Anlagen dahingehend angewendet, dass man die Anlagen mit dem Wasserrohrnetz mittels eines angelöteten Seils aus Kupferdrähten elektrisch leitend verband. Teilweise wurden aber auch Kupfer- oder Eisenplatten im nassen Erdreich vergraben und entsprechend mit Leitungen verbunden als Erder genutzt. Später nutzte man die Erde als elektrischen Leiter auch bei der drahtlosen Telegraphie. Bei der Elektrifizierung im Untertagebergbau wurde die Kabelarmierung der damals verwendeten Jutekabel geerdet, um etwaige statische Aufladungen abzuleiten. Die überwiegende Nutzung der Wasserleitung als Erder war selbst in den 1960er Jahren noch elektrischer Standard, sofern die Wasserleitung nicht aus Kunststoffrohren bestand. Mit der Nutzung der Wasserleitung als oberflächennaher Erder war man bestrebt, die Sicherheit von elektrischen Installationen zu erhöhen. Seit dem Jahr 1973 müssen Neubauten in Deutschland mit einer hauseigenen Erdungsanlage ausgestattet sein.

## Grundlagen
Mit Erde bezeichnet man in der Elektrotechnik zum einen das Erdreich und zum anderen das elektrische Potential des leitfähigen Erdreichs. Physikalisch gesehen gilt ein Körper oder Gegenstand als geerdet, wenn zwischen dem Erdreich und dem Körper eine elektrisch leitende Verbindung vorhanden ist. Wenn man einen metallischen Gegenstand, z. B. eine Eisenplatte, im feuchten Erdreich vergräbt, so hat diese Platte Kontakt zum Erdreich und ist somit geerdet. Der eingegrabene Gegenstand hat nun das gleiche elektrische Potential wie die Erde. Wenn von diesem geerdeten Körper eine elektrische Leitung an einen oberirdischen elektrisch leitfähigen Körper angeschlossen wird, so wird das Erdpotential auf diesen oberirdischen Körper übertragen. Der oberirdische Körper hat somit annähernd das gleiche Potential wie die Erde. Dies gilt auch für alle an diesen Körper elektrisch angeschlossenen Metallteile.

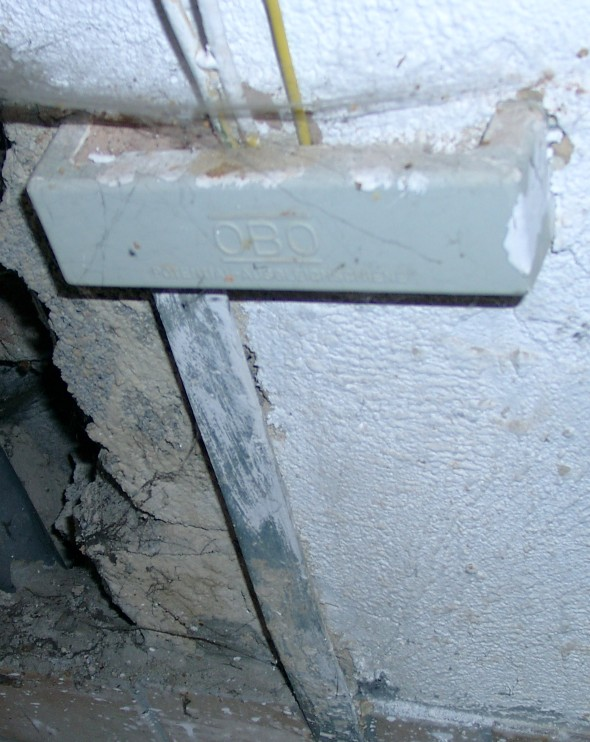
Fundamenterder-Anschluss mit Potentialausgleichsschiene in einem Wohnhaus

Die Erdung hat zum Ziel, ein definiertes Bezugspotential oder einen Potentialausgleich herzustellen, durch den eine möglicherweise auftretende Spannung kurzgeschlossen werden soll. Da die Erde faktisch der größte Elektronenspeicher mit einer annähernd unbegrenzten Kapazität ist, ist das Potential der Erde faktisch unveränderlich. Alle Erdpunkte auf der Welt liegen annähernd auf demselben Erdpotential. Allerdings weist die Erdung jedoch wie jede andere elektrisch leitfähige Verbindung einen Widerstand auf, den sogenannten Erdungswiderstand. Daher bleibt im Fall eines permanenten Stromflusses gemäß dem Ohmschen Gesetz eine Spannung bestehen. In statischen Anwendungsfällen darf davon ausgegangen werden, dass mit der Erdung jegliche Potentialdifferenz ausgeschlossen ist. Bei in der Luft befindlichen Flugzeugen ist diese Form des Erdpotentials nicht möglich, hier nutzt man den Rumpf des Flugzeuges, um ein definiertes Bezugspotential für das Bordnetz zu erzeugen.
Innerhalb des Erdreichs fließen unterschiedliche elektrische Ströme, die sowohl natürliche Ursachen als auch technische Ursachen haben. Durch Blitze fließen z. B. elektrische Ladungen in das Erdreich. Aufgrund der annähernd unbegrenzten Kapazität der Erde wird die durch den Blitz verschobene Ladung in der Erde gespeichert, ohne dass diese ihr Potential ändert. Wenn über einen im Erdreich befindlichen Erder Strom ins Erdreich eingeleitet wird, so breitet sich der Strom im Erdreich ausgehend vom Erder mit stetig größer werdender Fläche um den Erder aus aus. Die Ausbreitung des Stromes hängt von der Höhe des Erdungswiderstandes und hier insbesondere vom spezifischen Widerstand des Erdreichs ab. Durch den Stromfluss über den Erder ins Erdreich bildet sich um den Erder ein Spannungstrichter aus, dessen Form von der Art des Erders abhängig ist. Der Bereich, der außerhalb des Wirkungsbereichs des Erders liegt, wird als Bezugserde oder auch neutrale Erde bezeichnet.

## Erdungsarten
Je nach Aufgabe und Aufbau unterscheidet man in der Elektrotechnik vier verschiedene Arten der Erdung die Schutzerdung, die Funktionserdung, Blitzschutzerdung und die Betriebserdung. Mit der Schutzerdung wird eine sichere Verbindung von elektrischen Anlagen und Geräten zum Erdreich erstellt, damit bei fehlerhafter Gerätefunktion das Auftreten von gefährlichen Berührungsspannungen vermieden wird. Die Schutzerdung kann auch der Funktionserdung dienen, nicht jedoch umgekehrt. Die Funktionserdung dient dazu, elektrische Einrichtungen sicher zu betreiben. Mit der Funktionserdung sollen Störströme sicher abgeleitet und elektrische Störeinkopplungen vermieden werden. Die Blitzschutzerdung soll den Blitzstrom sicher ins Erdreich abführen, um Gebäude zu schützen. Die Betriebserdung wird überwiegend in Kraftwerken und Schaltanlagen eingesetzt und soll einen störungsfreien Betrieb der Anlage oder der Geräte sicherstellen. Vielfach werden Erdungen auch kombiniert und miteinander vermascht.

## Erdungskonzepte
Bei der Anwendung der jeweiligen Erdungskonzepte kommt es darauf an, welcher Teil einer elektrischen Anlage mit der Erde verbunden werden soll. Dabei werden die Gehäuse von elektrischen Geräten stets direkt, also ohne Zwischenschaltung von elektrischen Bauelementen, mit der Erde verbunden. Bei der Erdung von elektrischen Stromkreisen kann die Erdung entweder direkt oder über die Zwischenschaltung von elektrischen Bauelementen erfolgen.
Eine Erdung wird als offen oder isoliert bezeichnet, wenn Überspannungs-Schutzeinrichtungen, z. B. Schutzfunkenstrecken, in die Erdungsleitung eingebaut sind. Dies entspricht der früheren Definition gemäß DIN VDE 100-200:1993-11 Abschnitt A.5.2. In der aktuellen Ausgabe als Einzelereignis im Hauptabschnitt 826-13 „Erdung und Verbindung“ ist diese nicht mehr enthalten.

## Erdungssysteme
Die grundlegenden Begriffe für Erdungssysteme im Zusammenhang mit Niederspannungsanlagen sind in der DIN VDE 0100-200:2023-06 „Errichten von Niederspannungsanlagen“ im Hauptabschnitt 826-13 – „Erdung und Verbindungen“ festgelegt. Diese Norm enthält weitgehend die deutsche Übersetzung der lEC 60050-826:2004 mit geringfügigen nationalen Anpassungen. Die Begriffsdefinitionen können auch über das frei zugängliche Portal Electropedia in der „Section 826-13“ in 12 Sprachen abgefragt (bzw. in jede der angebotenen Sprachen übersetzt) werden.

### Aufgaben des Erdungssystems

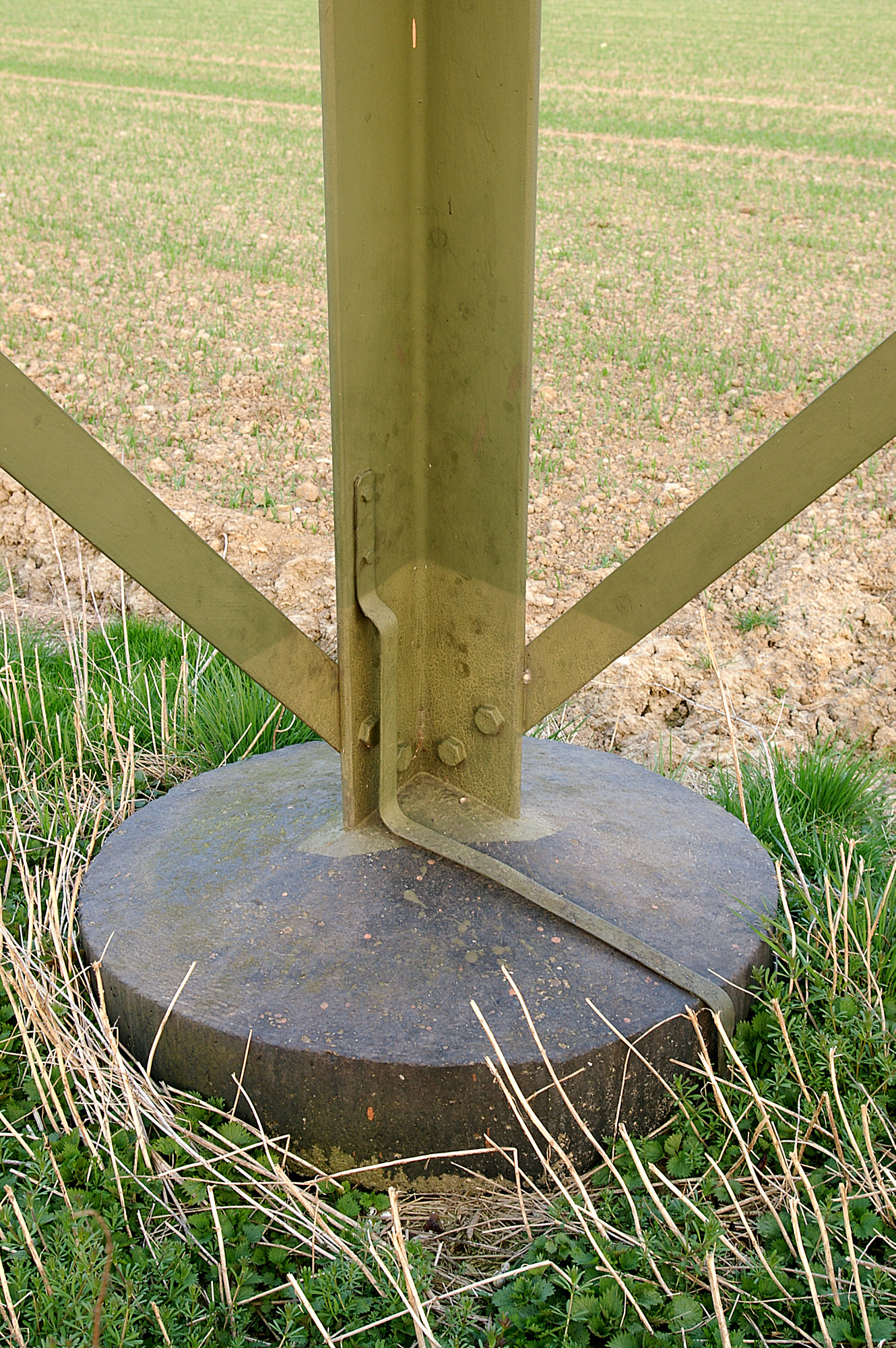
Erdungsband am Fuß eines Hochspannungsmastes

Das Erdungssystem (Erdung) umfasst alle Maßnahmen, die zur Verbindung eines elektrischen Teils mit der Erde erforderlich sind und ist ein wesentlicher Bestandteil sowohl in Niederspannungs- als auch in Hochspannungsnetzen. Bei Neubauten ist die Erdungsanlage die erste technische Einrichtung, die eingebaut werden muss. Die Erdungsanlage besteht aus den Erdungsleitungen und einem oder mehreren Erdern. Die jeweiligen Erder werden, je nach Einbautiefe, eingeteilt in Tiefenerder, die senkrecht in den Boden getrieben werden, und Oberflächenerder, die waagerecht verlegt werden. Dabei sind Fundamenterder eine Sonderform des Oberflächenerders. Sie werden im Fundament unterhalb der Feuchtigkeitsisolation verlegt.

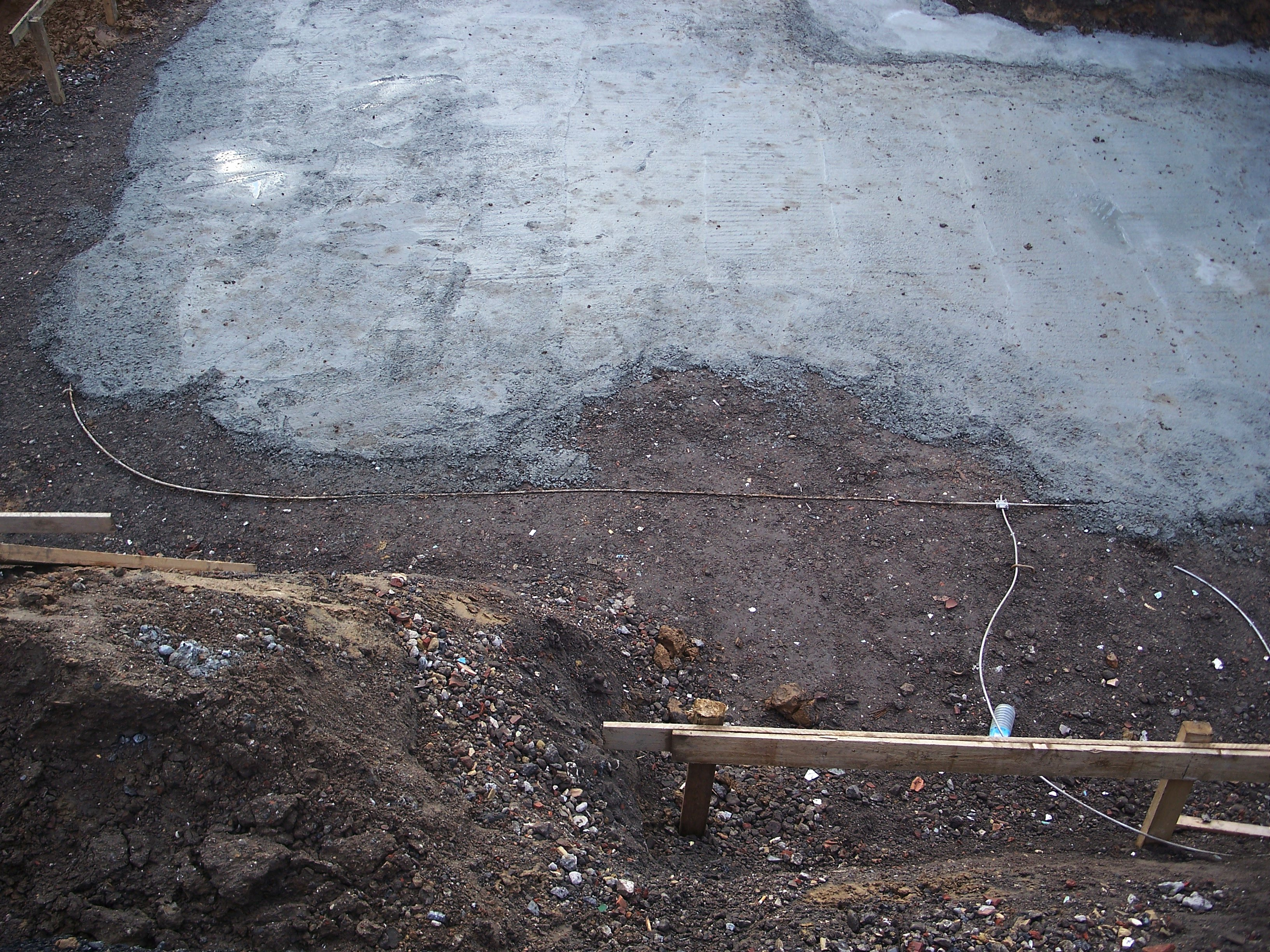
Fundamenterder in der Baugrube eines Einfamilienhauses

Aufgabe der jeweiligen Erdungsanlage ist:
- Schutz von Lebewesen durch Begrenzung der Berührungsspannung und der Schrittspannung[37]
- Blitzschutz von Anlagen und Gebäuden[32]
- bestimmungsgemäße Funktion der Stromversorgung
- Begrenzung elektromagnetischer Störungen

Entsprechend diesen Anforderungen werden die jeweiligen Erdungssysteme ausgelegt und installiert. Dabei müssen bei der Auslegung der Erdungsanlage bestimmte Anforderungen erfüllt werden:
- Personensicherheit
- Korrosionsbeständigkeit
- mechanische Festigkeit
- Beherrschung des höchsten Fehlerstroms und seiner thermischen Wirkungen

Quelle:
Bei der Installation der Erdungsanlage muss der Konstrukteur sowohl die Beschaffenheit des Erdreichs als auch die Höhe der zu erwartenden Fehlerströme berücksichtigen.

## Beispiele

### Beseitigung von Einflüssen
Durch Starkstromanlagen können benachbarte Leitungen oder andere leitfähige Objekte einer ohmschen, induktiven oder kapazitiven Beeinflussung unterliegen, wodurch Spannungen entstehen, die elektrische Anlagen oder Geräte stören, oder – bei ausreichender Stromstärke – sogar für Personen gefährlich werden können. Diese Form der Starkstrombeeinflussung kann durch Erdung eines Teils vom Trafosternpunkt oder induktive Erdung (weitgehend) kompensiert werden.

### Personenschutz
Menschen und andere Lebewesen sind gefährdet, wenn sie zwei elektrisch leitfähige Objekte berühren, zwischen denen eine gefährlich hohe elektrische Spannung besteht. In Hoch- und Niederspannungsnetzen werden deshalb alle nicht betriebsmäßig unter Spannung stehenden leitfähigen Teile elektrischer Verbraucher (z. B. Gehäuseteile) über den sogenannten Schutzleiter mit dem Erdpotential verbunden. Bei dieser Erdungsmethode handelt es sich um die Schutzerdung. Sie besteht zum Personenschutz aus Erdern, Schutzleitern, Schutzleiter-Klemmen. Die Verbindung eines Außenleiters mit diesen Objekten führt dann zum Erdschluss, der zur Auslösung eines Fehlerstrom-Schutzschalters und damit zur Abschaltung der Spannung führen kann.

### Explosionsvermeidung
Erdungen zum Explosionsschutz ähneln Maßnahmen zum ESD-Schutz und schützen Personen und Sachwerte. Beim Befüllen z. B. von Tankern, LKW, Waggons, Fässern, Bigbags etc. entstehen elektrostatische Aufladungen. Mit Erdungsgeräten vermeidet man Zündquellen durch elektrostatische Aufladung. Erdungsgeräte sind beispielsweise Erdungsklammern, die an den zu erdenden Gegenstand geklemmt (hierbei ist darauf zu achten, dass beispielsweise bei einem Fass die „Zähne“ der Klammer auch wirklich durch den Lack bis auf das Metall kommen) und mittels eines Kabels mit einem Erder verbunden werden. Dies verhindert somit, dass sich Funken bilden und in einer Ex-Atmosphäre eine Explosion entsteht.

### Mobile Stromerzeugungsaggregate
Der sogenannte Erdungsspieß ist ein Zubehörteil eines mobilen Stromerzeugungsaggregats. Sollte dessen Generator nicht an einen vor Ort vorhandenen Erder angeschlossen werden können, wird dieser bis zu einem Meter lange Kupferstab in den Boden getrieben und mit der Generatoranlage verbunden. Moderne Generatoranlagen benötigen in der Regel keinen Erdungsspieß, wenn sie als IT-System mit Isolationswächter betrieben werden.

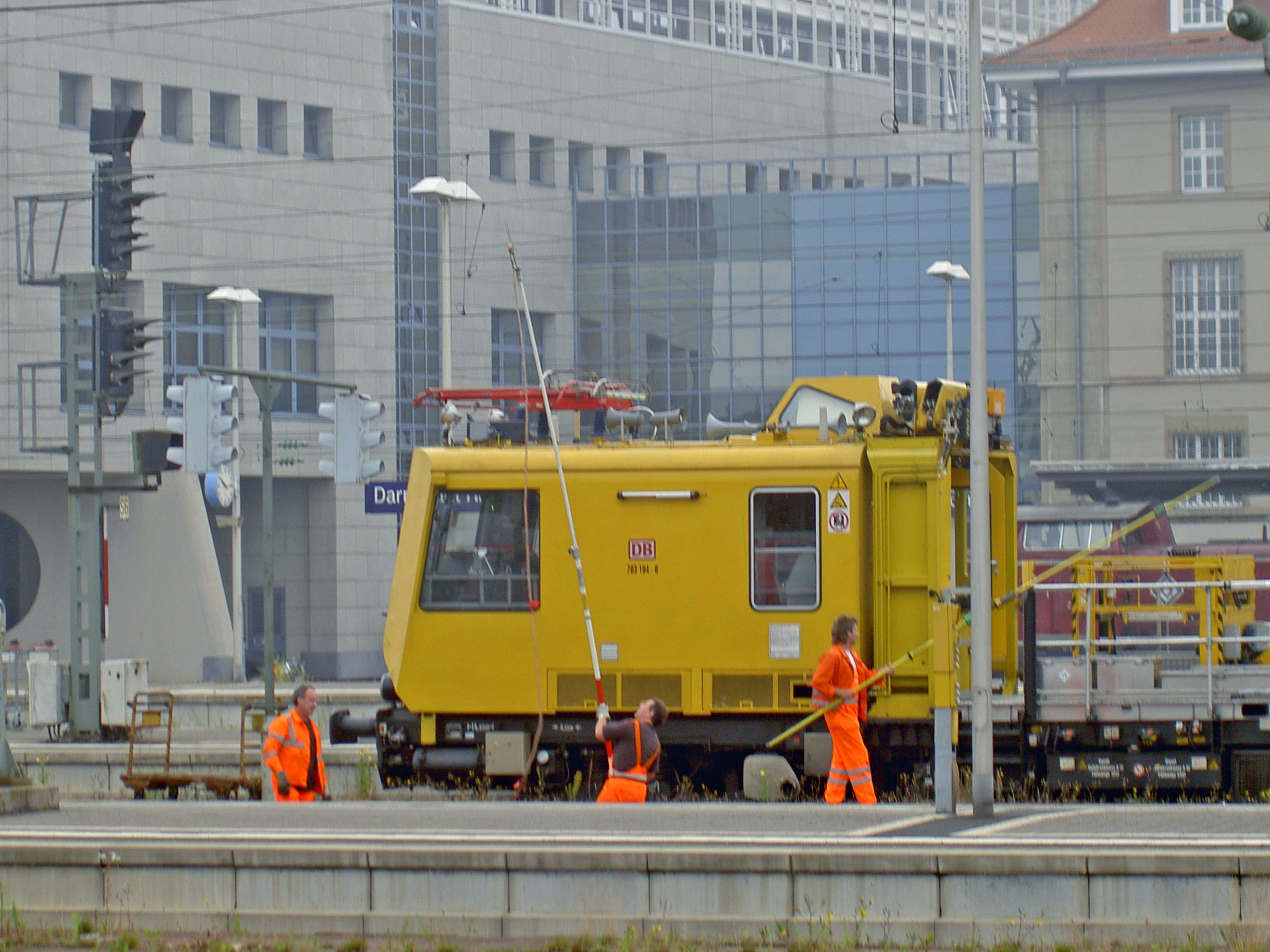
Erdung einer Oberleitung

### Wartung/Arbeitsschutz
Es ist in Deutschland vorgeschrieben, vor Arbeiten an elektrischen Anlagen mit gefährlichen Spannungen, zum Beispiel an Verteilern, Freileitungen oder Oberleitungen, die Spannung abzuschalten und danach alle elektrischen Leiter zu erden. Die Erdung bewirkt im Fall eines unbeabsichtigten Einschaltens einen Kurzschluss, der zum Auslösen der Sicherung und damit zur Abschaltung der Spannung führt. Außerdem kann über die Erdung eine möglicherweise noch vorhandene Ladung von der Anlage abgeführt werden, zum Beispiel bei Arbeiten an Hochspannungsleitungen. Nur in Ausnahmefällen und nur für speziell ausgebildete Elektrofachkräfte ist es zulässig, dies zu unterlassen, zum Beispiel bei Arbeiten unter Spannung.

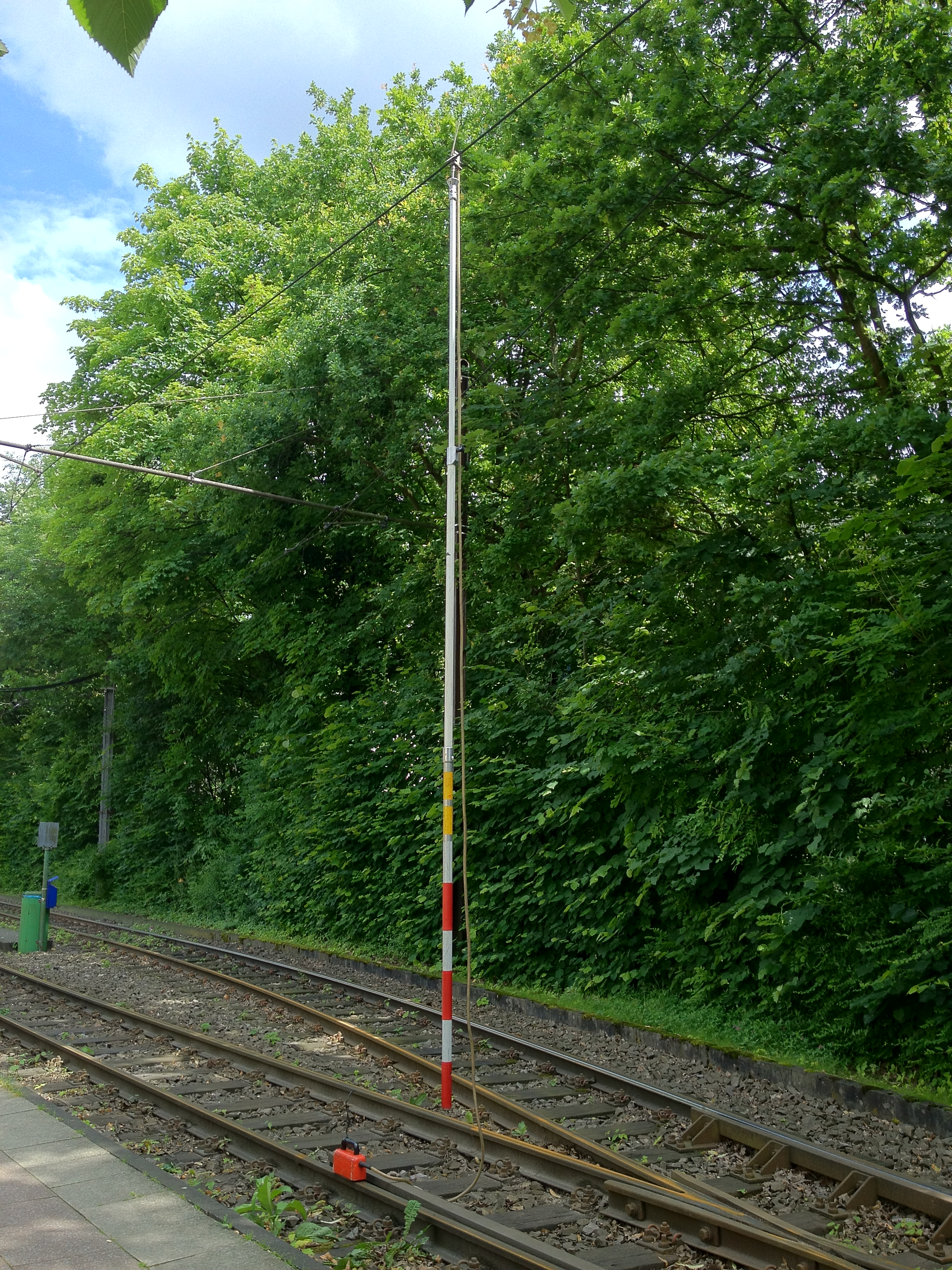
Erdungsstab für Wartungsarbeiten im Straßenbahnbau

### Blitzschutz
Der Blitzschutz dient dem Schutz von Personen und Sachwerten. Blitzschutzsysteme reduzieren das Risiko von Schäden durch Blitzeinschläge in Gebäuden und beispielsweise auch bei Freileitungen. Sie bestehen aus Fangeinrichtungen, Ableitungen, Erdung und Blitzschutz-Potentialausgleich. Fangeinrichtungen werden an allen Stellen angeordnet, die von einem Blitz getroffen werden können. Von ihnen leiten die Ableitungen den Blitzstrom zur Erdungsanlage. Überspannungsschutzgeräte stellen bei einem Blitzeinschlag für leitungsgebundene Überspannungen (Surge) einen Potentialausgleich aller elektrischen Leiter mit dem geerdeten Schutzleiter her. Solche leitungsgebundenen Überspannungen können trotz Blitzschutz durch Influenz der hohen Feldgradienten oder durch magnetische Kopplung der Blitzströme in Versorgungs- und Signalleitungen entstehen.

### Bahnerde
Unter der Bahnerde werden die geerdeten Fahrschienen von Bahnen verstanden, die bei einpoligen Oberleitungen als Rückleitung genutzt werden. Diese übliche Konstruktion ist kostengünstig, bewirkt durch den großen Abstand der Leitungen aber ein weiträumiges magnetisches Feld und ist deshalb unter dem Aspekt der elektromagnetischen Verträglichkeit ungünstig. Aufgrund der unterschiedlichen örtlichen Gegebenheiten und Bodenverhältnisse gibt es in Europa unterschiedliche Erdungskonzepte. Die neuere Bezeichnung für die Bahnerde ist Verbindung mit der Rückleitung. Es gibt unterschiedliche Erdungskonzepte für Gleichstrom- und Wechselstrombahnen. Die Rückleitungssysteme von Gleichstrombahnen müssen von anderen geerdeten Teilen galvanisch getrennt werden. Um die Rückleitungsverhältnisse zu verbessern, werden oftmals parallel zur Bahntrasse Erdseile als zusätzliche Rückleiter verlegt.

### ESD-Schutz

Symbol zur Kennzeichnung von Elektrostatisch gefährdeten Bauelementen nach IEC 60417

Zur Vorbeugung gegen elektrostatische Entladung (electrostatic discharge – kurz ESD) werden zur Erdung von Personen und zum Potentialausgleich Erdungsbänder, Tischmatten und Werkzeuge mit ableitenden Griffen verwendet. Dies ist immer dann erforderlich, wenn Elektronik oder elektronische Bauelemente gehandhabt oder montiert werden. Insbesondere Diodenlaser, Feldeffekttransistoren, aber auch Schottkydioden, Leuchtdioden sowie die meisten anderen aktiven elektronischen Bauelemente und integrierten Schaltkreise sind gefährdet, wenn diese unsachgemäß gehandhabt, transportiert oder in Platinen eingelötet werden bzw. entsprechende Baugruppen berührt werden.
Die leitenden Verbindungen zwischen der Person, dem Gerät und der Erde bauen Spannungsdifferenzen ab, die den Bauteilen gefährlich werden könnten. Die ESD-Empfindlichkeit elektronischer Bauelemente wird mit dem human-body-Modell getestet und in ESD-Empfindlichkeitsklassen spezifiziert.
siehe auch: Antistatikband

### Hochspannungs-Gleichstrom-Übertragung
Bei manchen monopolaren Anlagen zur Hochspannungs-Gleichstrom-Übertragung wird, so verfügbar, das gut leitende Meerwasser als zweiter Pol verwendet. An Land sind ausgedehnte Erdungselektroden nötig. Die Erdung ist funktionswichtig, muss jedoch auch Aspekte des Personenschutzes berücksichtigen. Eine Erdung durch Verbinden des zu erdenden Pols mit irgendwelchen Objekten der Stromrichterstation verbietet sich aus Gründen der Elektrokorrosion und unerwünschter Beeinflussung elektrischer Anlagen, zum Beispiel durch Vormagnetisierung von Transformatoren und durch vagabundierende Gleichströme. Deshalb erfolgt die Erdung von Anlagen zur Hochspannungs-Gleichstrom-Übertragung an einem geeigneten Ort – so verfügbar im Meer – in meist einigen Kilometern Abstand von der Stromrichterstation.
Erfolgt die Erdung an Land, so werden für Anoden meist mehrere Grafitelektroden vergraben. Für Kathoden wird ein Kupferring im Erdreich verlegt. Bei Elektroden im Meer werden für Anoden Graphitelektroden oder Titannetze verwendet. Für Kathoden kommt meist ein blanker Kupferring auf dem Meeresgrund mit einem Durchmesser von über 100 m zum Einsatz. Bei an Land befindlichen Erdungsanlagen, wie die der Pacific DC Intertie im Ort Celilo, befindet sich der Erder im Abstand von 10 km zur Konverterstation in Form eines metallischen Eisenringes mit einem Durchmesser von über 3 km im Erdreich. Zur Vermeidung von Elektrolyse, welche die metallische Erdungselektrode zerstören würde, ist der metallische Eisenring in Petrolkoks eingebettet, welcher den elektrischen Kontakt zum umgebenden Erdreich herstellt.
Der Standort solcher Elektroden muss in Bezug auf die mögliche Korrosionsgefährdung anderer im Boden befindlicher metallischer Teile, wie Rohre, oder der Beeinflussung elektrischer Anlagen sorgfältig ausgewählt werden. Er sollte bei Hochspannungs-Gleichstrom-Übertragungsanlagen mit Seekabeln nicht zu nah an der Kabeltrasse liegen, da sonst Streuströme über den Kabelmantel abfließen können, die zur Korrosion desselben führen können.

### Funktechnik
Antennen erfordern besonders bei großen Wellenlängen der zu sendenden oder zu empfangenden Funkwellen eine Erdung, um ihre Funktion zu verbessern. Weiterhin müssen exponiert an oder auf Dächern angebrachte Antennen geerdet werden, um den Blitzschutz zu gewährleisten. Dies schützt Personen und angeschlossene Geräte vor Schäden. Bei unsymmetrisch aufgebauten Antennen (z. B. Groundplane-Antenne) ist die Hochfrequenzerdung notwendig für die Funktion der Antenne. Die Hochfrequenzerdung einer Antenne bietet den Ausgleichsströmen einen niederohmigen Strompfad an und wird oft auch Gegengewicht der Antenne genannt. Besonders aufwendige Erdungsanlagen findet man bei Sendeanlagen für Langwelle, Mittelwelle und Längstwelle, denn bei derartigen Anlagen hängt der Wirkungsgrad entscheidend von der Niederohmigkeit der Erdung bei der Betriebsfrequenz der Funkanlage ab. Bei Sendeanlagen für Langwelle, Mittelwelle und Längstwelle werden um den Antennenstandort in geringer Tiefe (10 bis 50 Zentimeter) mehrere Metallbänder vergraben, die radial vom Antennenmittelpunkt weglaufen. Lässt der Boden kein Vergraben zu, so werden diese ggf. auf kleinen Masten oberirdisch verlegt. Diese Erdbänder sollten mindestens so lang sein, wie der Antennenträger hoch ist. In den meisten Fällen ist ein Wert von einem Viertel der abgestrahlten Wellenlänge ausreichend, es wurden aber schon Erdbänder mit einer Länge von den 1,5fachen der abgestrahlten Wellenlänge verlegt. Man bezeichnet eine derartige Anlage als Erdnetz. Steht der Antennenträger auf einer Plattform im Meer, so kann wegen der guten Leitfähigkeit des Meerwassers auf ein Erdnetz verzichtet werden. Dies gilt auch für im Längst-, Lang- und Mittelwellenbereich betriebene Sender an Bord von Schiffen. Für Längstwellensender mit ganz besonders niederen Frequenzen, wie den Sanguine und ZEVS, wird ein über Tiefenerder geerdeter Bodendipol verwendet. Bei diesen Anlagen sind die Erder in mehreren Metern Tiefe versenkt.

### Funktionserdung
Die Funktionserdung von Audioverstärkern oder -signalquellen dient dazu, über elektrische Störfelder empfangene Störsignale zu vermeiden, indem deren metallene Gehäuse miteinander und mit dem Erdpotential verbunden werden. Oszilloskope und andere Geräte wie Computer besitzen oft eine galvanische Verbindung der Signalmasse mit dem Schutzleiter des speisenden Netzanschlusses, um Störeinstrahlung oder Störabstrahlung zu verringern. Gehäuse und Signalmasse anderer Geräte sind zu diesem Zweck häufig auch nur über ein RC-Glied mit dem Schutzleiter verbunden. Anschlüsse für die Funktionserdung oder -masseverbindung müssen nicht wie Schutzerdeverbindungen gekennzeichnet sein und dürfen nicht als Schutzerdeverbindung benutzt werden.

## Wohlbefinden
In der Alternativmedizin werden Erdungsmaßnahmen als Therapie gegen angebliche Elektrosensibilität, bei Schlafstörungen sowie zur Stressregulation eingesetzt. Medizinisch anerkannt ist dies nicht, siehe auch Polypragmasie.

## Probleme durch Erdungen

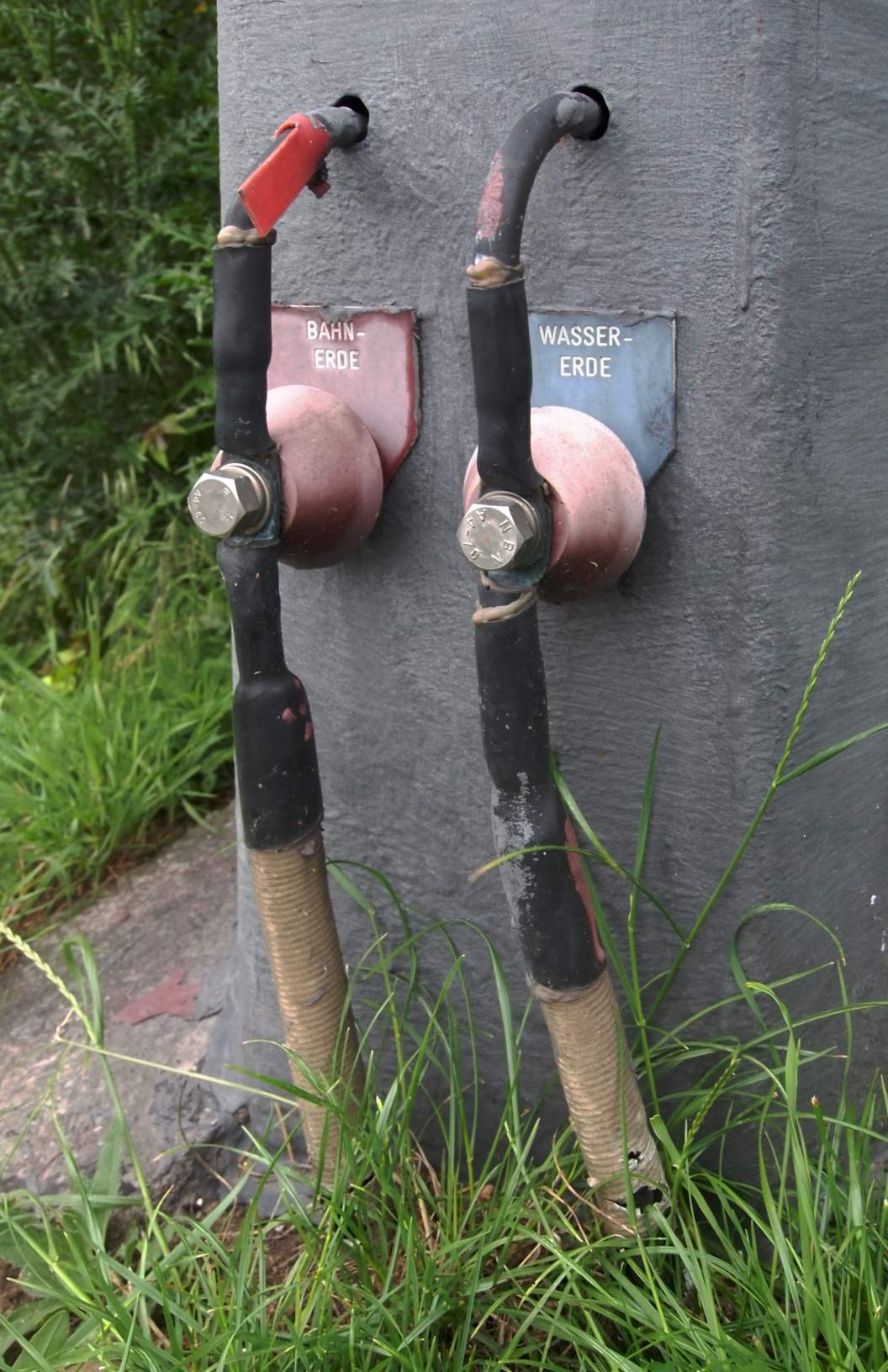
Getrennte Bahnerde und Wassererde

Aufgrund der Vielzahl von unterschiedlichen Erdungssystemen kann es zur Beeinflussung der Erdungssysteme untereinander kommen. Dieses macht sich besonders in städtischen Gebieten mit dichter Bebauung bemerkbar, wenn Bahntrassen in der Nähe der Bebauung verlaufen. Durch Potentialverschleppungen kann es zu Überlagerungen des Bahnstromes auf das Drehstromnetz kommen. Dies führt dazu, dass Anlagen nicht mehr einwandfrei funktionieren. Im schlimmsten Fall können diese Überlagerungen zu Schäden am Erder führen oder sogar den PEN-Leiter zerstören. Durch vagabundierende Gleichströme kommt es in der Nähe von Gleichstrombahnen zu starken Korrosionen an Erdern aus feuerverzinktem Stahl.
Heutige metallische Rohrleitungen haben geringere Wandstärken als früher und sind gegebenenfalls empfindlich gegenüber elektrolytischer Korrosion, die auftritt, wenn ein Strom über die Rohrleitung abfließt, insbesondere wenn es sich um einen Wechselstrom handelt. Es ist heute nicht mehr zulässig, Rohrleitungen als Erder zu nutzen, wie es früher der Fall war. Zur Vermeidung von Korrosionsschäden an erdverlegten, metallischen Rohrleitungen, Behältern und Bauteilen in Gebieten, die mit Streustrom belastet sind, werden häufig Anlagen des kathodischen Korrosionsschutzes betrieben. Um in bebauten Gebieten den Eintrag von Potentialunterschieden aus dem Erdreich zu vermeiden, sollen Gebäude seit 2010 nur noch an einer einzigen Stelle geerdet werden. Wenn eine leitfähige Rohrleitung von außen ins Gebäude eingeführt wird, so sollte am Hausanschluss eine isolierte Rohrverbindung vorgesehen werden.

## Prüfung
Das Vorhandensein eines Anschlusses zu einem Potentialerder allein bietet noch keine Gewähr für eine sichere Erdung. Nach dem Einrichten eines Potentialerders ist darum eine Prüfung auf Ableitung von Fehlerströmen nach VDE 0100 erforderlich, etwa durch Messung des Erdungswiderstandes.

## Normen
- DIN 18014: Fundamenterder – Allgemeine Planungsgrundlagen.
- DIN VDE 0100-200: Errichten von Niederspannungsanlagen – Teil 200: Begriffe.
- DIN VDE 0100-410: Errichten von Niederspannungsanlage – Teil 4-41: Schutzmaßnahmen – Schutz gegen elektrischen Schlag.
- DIN VDE 0100-444: Errichten von Niederspannungsanlagen – Teil 4-444: Schutzmaßnahmen – Schutz bei Störspannungen und elektromagnetischen Störgrößen.
- DIN VDE 0100-540: Errichten von Niederspannungsanlagen – Teil 5-54: Auswahl und Errichtung elektrischer Betriebsmittel – Erdungsanlagen, Schutzleiter und Schutzpotentialausgleichsleiter.
- DIN VDE 0141: Erdungen für spezielle Starkstromanlagen mit Nennspannungen über 1 kV.
- DIN VDE 0151: Werkstoffe und Mindestmaße von Erdern bezüglich der Korrosion.
- DIN VDE 0185-305-3: Blitzschutz – Teil 3: Schutz von baulichen Anlagen und Personen.
- DIN VDE 800-2-310: Anwendung von Maßnahmen für Potentialausgleich und Erdung in Gebäuden mit Einrichtungen der Informationstechnik.
- ÖVE/ÖNORME EN 62305-3: Schutz von baulichen Anlagen und Personen
- OVE E 8014 Fundamenterder und ergänzende Maßnahmen mit Erdung und Potentialausgleich für Einrichtungen der Informationstechnik (deutsche Fassung)[72]